# Vandoncourt
Vandoncourt é uma comuna francesa na região administrativa de Borgonha-Franco-Condado, no departamento de Doubs. Estende-se por uma área de 8,57 km². Em 2010 a comuna tinha 853 habitantes (densidade: 99,5 hab./km²).